# Antonio Baravalle
Antonio Baravalle (Torino, 23 dicembre 1964) è un dirigente d'azienda italiano.
Dal 2011 è amministratore delegato della Luigi Lavazza S.p.A..

## Biografia
Nato a Torino nel 1964, si è laureato in biologia presso l'Università degli Studi di Torino, con una tesi sul Ciclo riproduttivo della Scythris Dissimilella. Successivamente ha conseguito un MBA (Master in Business and Administration) presso la SAA – Scuola di Amministrazione Aziendale di Torino. 
Ha iniziato la sua carriera professionale nel 1992 in Diageo Italia S.p.A., dove ha ricoperto ruoli di responsabilità nel settore commerciale e marketing. Durante questo periodo, ha acquisito esperienza nel settore bevande e nel marketing. 
Nel 1999 è entrato a far parte del gruppo Fiat, dove ha ricoperto dapprima il ruolo di responsabile della comunicazione in Europa per i marchi Fiat, Alfa Romeo e Lancia e, successivamente i ruoli di direttore del marketing di Fiat Auto Italia (dal 2001) e di Alfa Romeo (dal 2003).
Dal 2004 al 2008 Baravalle ha fatto parte del team dell'amministratore delegato Sergio Marchionne, come CEO di Lancia S.p.A. e poi di Alfa Romeo S.p.A.
Dal 2008 al 2011 è passato al mondo dell'editoria, dove è stato direttore generale della divisione Education del gruppo Mondadori, nonché CEO di Einaudi Editore e di Electa Editore. 
Dal 2011 Baravalle è a capo del gruppo Lavazza. Durante il suo mandato, ha guidato il processo di crescita internazionale del gruppo, portando a termine importanti acquisizioni come Merrild in Danimarca (2015), Carte Noire in Francia (2016),  Kicking Horse in Canada (2017), ESP - Espresso Service Proximité  in Francia (2017), NIMS in Italia (2017) Blue Pod in Australia (2018), il business "Drinks" dal gruppo Mars in UK, US, Germania e Giappone, poi trasformata in Lavazza Professional (2018) e MaxiCoffee in Francia (2023). Nel 2020 ha inoltre attivato una joint venture con YUM China, la più grande società di ristorazione in Cina.
Nel 2020 è stato inserito nella classifica Businessperson of the year di Fortune Italia, mentre nel 2023 rientra nella lista 100 Business People in Italy stilata da Business People Italia. 
È sposato e padre di tre figli.